# Можаєвка (Ростовська область)
Можаєвка — хутір у Тарасовському районі Ростовської області.
Адміністративний центр Войковської сільського поселення.
Населення - 944 осіб (2010 рік).

## Географія
Хутір Можаєвка розташовано біля кордону Росії з Україною. Кордон у цьому місці проходить річкою Деркул, притокою Сіверського Дінця. На протилежному березі Деркула розташоване українське село Гарасимовка.

### Вулиці
| - вул. Берегова, - вул. Західна, - вул. Зарічна, - вул. Зелена, - вул. Крута, - вул. Лісова, - вул. Лугова, - вул. Миру, - вул. Молодіжна, | - вул. Набережна, - вул. Нова, - вул. Піщана, - вул. Світла, - вул. Соснова, - вул. Центральна, - вул. Шкільна, - вул. Південна, | - пров. Вільний, - пров. Східний, - пров. Садовий. |

## Історія
Хутір Можаєвка над річкою Деркул (у 70 верстах від окружної станиці), на гирлі Токмачевій балці й Деркулі, місце рівне. За списком 1838 значиться в юрті хутора Можаєвський з лівого боку річки Деркула дворів 75. Частиною Можаєвки є колишній хутір Роги (Рогів). З запису в журналі Військовий канцелярії № 1607 від 31 травня 1776 видно, що у полковника Василя Машликіна на річці Деркулі було два хутори: Новий й Ріг. Ріг існував вже в 1740 році. Із запису в журналі Військовий канцелярії № 832 від 15 березня 1792 року відомо, що у старшини Василя Машликіна в Митякинському юрті на річці Деркулі був Роговський хутір, населений українцями, іапри ньому млин. У 1792 році частину українців перевели у козаки Митякинської станиці на підставі військового визначення, що відбувся 9 березня 1780 року. Машликіну було велено поселення при млині Рогівський хутір вивести в його ж Обливський хутір. Хутір Ріг й млин при ньому почали заселятися у 1737 році з дозволу станичного вибудувана спочатку померлим козаком Корнилієм Самойловим. Млин після смерті Самойлова був проданий Машликіну близько 1752 року, який й населив біля того млина без станичного дозволу більше 20 сімей українців. За списком 1838 значиться в юрті хутора Рогов з лівого боку річки Деркул, дворів 72. Також у складі Можаєвки розташовано колишній хутір Кашлевської (Кошелівка). Він розташовувався на лівому боці річки Деркул між хуторами Ушаковим й Роговим й належав до останнього. За списком 1838 року в хуторі було 7 дворів.

## Видатні уродженці
- Можаєв Микола Васильович (1928-2018) — український скульптор.